# مصطفی بکری
مصطفی بکری (عربی: محمد مصطفى بكري محمد) (زاده: ۱۶ مه ۱۹۵۶) سیاستمدار و نویسنده و روزنامه‌نگار و عضو سابق مجلس مصر در ۲۰۱۲ و عضو فعلی مجلس نمایندگان دوره ۲۰۱۶ می‌باشد. وی سردبیر مجله هفته می‌باشد و در تلویزیون صدی البلد برنامه واقعیت‌ها و اسرار را ارائه می‌دهد.

## فعالیت‌ها و تحصیلات
مصطفی در ۱۶ مه ۱۹۵۶ در استان قنا به دنیا آمده‌است و در دانشگاه اسیوط تحصیل کرده و مدرک گرفته‌است از دانشگاه زقازیق لیسانس بررسی‌های عالیه در نظام سیاسی و قانونی و اقتصادی گرفته‌است. وی به سازمان سوسیالیستی می‌پیوندد و در اوایل دهه هفتاد در کمیته مرکزی حزب برگزیده می‌شود. از سال ۱۹۸۲در مجله المصور نویسنده بود و سپس سردبیری روزنامه مصر الیوم در سال ۱۹۸۹ و الفتاه در سال ۱۹۹۰ و روزنامه الاحرار در سال ۱۹۹۴ را بر عهده گرفت و در سال ۱۹۹۰ خبرنگار رادیو مونت کارلو شد.

## نقش سیاسی
مصطفی بکری از برجسته‌ترین سیاستمداران این دوران است. وی پروسه‌اش را از دهه هفتاد شروع کرد که عضو کمیته مرکزی سازمان جوانان سوسیالیست شد. در قیام ۱۹۷۷ دستگیر شد و مسیرش به‌سمت مجلس را از سال۱۹۹۰شروع کرد ولی موفق نشد تا سال ۲۰۰۵ که وارد مجلس شد و یکی از نمایندگانی بود که در مقابل فساد ایستاد که در نهایت از نمایندگی برکنار شد ولی بعد از انقلاب ۲۵ ژانویه توانست باری دیگر به مجلس راه یابد.

## وابستگی‌های سیاسی
مصطفی بکری در کمپینگ انتخاباتیش خودش را مستقل و بدون وابستگی حزبی معرفی می‌کند ولی علی‌رغم این افکارش «اندیشه ناصری» است.

## انتخابات مجلس
مصطفی بکری در سال‌های ۱۹۹۵ و ۲۰۰۰ کاندیدای نمایندگی مجلس شد ولی در سال ۲۰۰۵ موفق شد وارد مجلس شود.

## دستگیری‌ها
مصطفی بکری در تظاهرات ژانویه ۱۹۷ دستگیر شد. در سال ۱۹۸۰ به اتهام رهبری تظاهرات علیه عادی‌سازی رابطه با اسرائیل دستگیر شد. وی در سال‌های ۱۹۸۱ و ۱۹۹۴و ۲۰۰۳ نیز دستگیرشده‌است.

## ویکی‌لیکس
سایت ویکی‌لیکس نامه‌ای را افشا می‌کند که سفیر عربستان در قاهره، برای وزیر خارجه این کشور نوشته‌است که مصطفی بکری روزنامه‌نگار مصری در دفترش به دیدارش رفته‌است و از او خواسته که برای اینکه بتواند روزنامه‌اش را روزانه منتشر کند و همچنین یک حزب سیاسی را تشکیل بدهد و یک تلویزیون علیه خطرات ایران بگشاید کمکش کند. این سند می‌گوید که بکری از نزدیکان شورای عالی نیروهای مسلح می‌باشد.

## آثار
از جمله آثار وی:
- تروریزیم صهیونیستی (نبرد۱۹۵۶)
- کلماتی در لحظات سخت، هرج ومرج منهدم کننده

## جوایز
مصطفی بکری در کانون نویسندگان جوائز زیادی گرفته‌است و در سال ۲۰۰۴ در بیروت شخصیت سال انتخاب شد.

## فعالیت‌های تلویزیونی
مصطفی بکری در تلویزیون الساعه برنامه داشت که بسته شد. سپس در تلویزیون حیات ۲ برنامه داشت و اکنون در تلویزیون صدی البلد برنامه دارد.